# Cicadoidea
Cicadoidea (лат.) — надсемейство полужесткокрылых из подотряда Auchenorrhyncha.

## Описание
Задние ноги ходильные, их голени с боковыми шпорами, которые несут субапикальную специализированную щетинку. Глазков три. Усики 7-10-сегментные, без резкой дифференциации на толстое основание и тонкий бич, сегментация первичная.

## Систематика
2 семейства. Ранее выделяемое третье семейство Tibicinidae, теперь (Moulds, 2005) рассматривается в составе семейства Cicadidae.
- Cicadidae
  - Cicadettinae (=Tibicinidae, часть)
  - Cicadinae
  - Tettigomyiinae
  - Tibicininae (Tettigadinae, =Tibicinidae, часть)
- Tettigarctidae
- †Eunotalia emeryi Jiang et al., 2024